# Plažane
Plažane (en serbe cyrillique : Плажане) est une localité de Serbie située dans la municipalité de Despotovac, district de Pomoravlje. Au recensement de 2011, elle comptait 1 369 habitants.
Plažane, officiellement classé parmi les villages de Serbie, est situé sur les bords de la Resava.

## Démographie

### Évolution historique de la population
| 1948  | 1953  | 1961  | 1971  | 1981  | 1991  | 2002  | 2011  |
| ----- | ----- | ----- | ----- | ----- | ----- | ----- | ----- |
| 2 124 | 2 419 | 2 343 | 2 228 | 2 148 | 2 146 | 1 541 | 1 369 |

|  |